# 艾蒂安·拉莫特
艾蒂安·保罗·馬里·拉莫特（法語：Étienne Paul Marie Lamotte，法語發音：[etjɛn pɔl maʁi lamɔt]；1903年11月21日—1983年5月5日），生於比利時迪南，是一名天主教神父，也是鲁汶天主教大学希臘文教授。但他最著名的學術成就在於印度學研究，特別是佛教研究上。他精通梵文、巴利文、中文與藏文，是一位佛经翻译家，曾將《大智度論》從中文譯為法文。
1953年，獲得法朗基獎。

## 生平
早期在梅赫伦学习神学，并于1926年在此教区任司铎（神父）。1929年在鲁汶天主教大学取得东方语言博士学位，1930年取得哲学和文学博士。

## 翻譯研究
他以印度学家著称，是当时欧洲从事印度佛教研究的权威，以其掌握梵语、巴利语、汉语、藏语的语言天赋和对大乘佛教主要经典的翻译著称。他翻译了龙树的《大智度論》，从1944至1980年共出版了五卷，很遗憾在他生前没有完成。还出版了翻译经典《首楞严三昧经》、《解深密经》、《维摩诘经》、无著的《摄大乘论》和世亲的《成业论》。1958年出版了《印度佛教史》第一卷，这是法国语言佛经研究的必需参考书。

## 榮譽獎項
1953年他获得著名的法朗基獎，1969年被选为法兰西文学院外籍合作院士。直到晚年他才去亚洲旅行，得到诸多研究机构同行的尊重和赏识，斯里兰卡的一座主要寺院破例授予他（外国人、非佛教徒）“佛经专家”光荣称号。

## 著作
保羅·威廉斯，為皇家亞洲學會期刊（Journal of the Royal Asiatic Society）拉莫特書籍之一的書評作者，他寫到"本文總是比僅僅翻譯或解釋有更多的內涵。對於各種語言的大量及第一手資料，而且他似乎能完全了解的來處理這些資料。"
- Le traité de la grande vertu de sagesse de Nāgārjuna (Mahāprajñāpāramitāśāstra) vol. 1 (1944)
- Le traité de la grande vertu de sagesse de Nāgārjuna (Mahāprajñāpāramitāśāstra) vol. 2 (1949)
- Histoire du bouddhisme indien (1958) trans. into English as The History of Indian Buddhism 1988.
- The Spirit of Ancient Buddhism (1961)
- The Teaching of Vimalakirti (Vimalakīrtinirdeśa) (1962) (Pali Text Soc. trans. 1986)
- Śūraṃgamasamādhisūtra, The Concentration of Heroic Progress: An Early Mahayana Buddhist Scripture (1965) (Eng. trans: Curzon Press 1998)
- Le traité de la grande vertu de sagesse de Nāgārjuna (Mahāprajñāpāramitāśāstra) vol. 3 (1970)
- Le traité de la grande vertu de sagesse de Nāgārjuna (Mahāprajñāpāramitāśāstra) vol. 4 (1976)
- Le traité de la grande vertu de sagesse de Nāgārjuna (Mahāprajñāpāramitāśāstra) vol. 5 (1980)
- Karmasiddhi Prakarana, English trans. Leo M. Pruden 1988.

## 外部連結
- Manuscript English translations of the five volumes of the Da Zhidu Lun available from: 
Buddhist Texts Translated by Gelongma Karma Migme Chodron